# August Zehender
August Zehender (28 avril 1903 - 11 février 1945) est un commandant SS allemand du Troisième Reich. Il dirige la division SS Maria Theresia pendant la Seconde Guerre mondiale et reçoit la croix de chevalier de la croix de fer avec des feuilles de chêne.
Zehender est affecté à la SS-Verfügungstruppe en 1935 (son numéro de parti NSDAP était 4263133 et son numéro de service SS 224219). Il reçoit le commandement d'un bataillon de motards dans la division SS Das Reich. Fin juin 1941, Zehender est blessé sur le front de l'Est à Losza. Après sa convalescence, il est affecté à la brigade de cavalerie SS. Au printemps 1944, il reçoit le commandement de la division SS Maria Theresia, avec laquelle il combat à Budapest.
Il est tué au combat le 11 février 1945 à Budapest. 

## Distinctions
- Croix allemande en or le 16 octobre 1942 en tant que SS- Sturmbannführer dans le SS-Kavallerie-Regiment 2 [2]
- Croix de chevalier de la croix de fer avec feuilles de chêne
  - Knight's Cross le 10 mars 1943 en tant que SS- Obersturmbannführer et commandant du SS-Kavallerie-Regiment 2[3].
  - 722nd Oak Leaves le 1er février 1945 en tant que SS- Brigadeführer et commandant du 22. SS-Freiwilligen-Kavallerie-Division "Maria Theresia" [3]